# ウェイデメレン
ウェイデメレン（オランダ語: Wijdemeren [ʋɛidəˈmeːrən] ( 音声ファイル)）は、オランダの北ホラント州にある基礎自治体（ヘメーンテ）。

## 地区
ウェイデメレン基礎自治体は、下記の市町村および地区からなる。
- アンケフェーン (Ankeveen)
- ボームフク (Boomhoek)
- ブレケレフェーン (Breukeleveen)
- ス＝フラーフェラント ('s-Graveland)
- コルテンフフ (Kortenhoef)
- モイーフェルト (Muyeveld)
- ネーデルホルスト・デン・ベルフ (Nederhorst den Berg)
- ニーウ＝ロースドレヒト (Nieuw-Loosdrecht)
- アウト＝ロースドレヒト (Oud-Loosdrecht)

2013年に作製されたウェイデメレン市の地図